# Saugut
Saugut war eine Kindersendung des österreichischen Rundfunks, die von ORF 1 in der Kindersparte Okidoki ausgestrahlt wurde.

## Handlung
Die Sendung handelte von dem Wildschwein Franz Ferdinand (Handpuppe). Als normales Wildschwein wohnte Franz Ferdinand im Wald, bis böse Forscher ihn verfolgten und ihn durch einen violetten Blitz zu einem sprechenden, violetten Wildschwein machten. Nachdem er sich in ein violettes Schwein verwandelt hatte, nistete er sich bei der jungen Lehrerin Vivi ein. Dort spielte er dann ihr, ihrem Freund und ihren Nachbarn Streiche.

## Andere Sendungen
Außer Saugut gab es auch andere Shows mit Franz Ferdinand wie zum Beispiel die „Sau-Schlau-Show“, in der Franz Ferdinand Gäste empfing und ihnen Fragen stellte. Außerdem machte Franz Ferdinand auch andere kurze Shows, in denen er Agent, Superheld oder Sänger war. Diese kurzen Ausschnitte wurden wie Werbeunterbrechungen in der Sauschlau-Show eingeblendet.
Zurzeit werden keine Sendungen ausgestrahlt.

## Besetzung
Team
- Vivi: Sigrid Spörk
- Ronni: Nikolaus Firmkranz
- Oma Olga: Inge Maux
- Frau Krautapfel: Biggi Fischer
- Herr Krautapfel: Eberhard Wagner

Gäste
- Manuel Ortega, Missy May, Arabella Kiesbauer, Klaus Eberhartinger und viele mehr.

## Auszeichnungen
- Die Sendung erfuhr eine Nominierung 2010 für den Goldenen Spatz.[3]